# Бирюков, Иван Алексеевич
Иван Алексеевич Бирюков (22 сентября 1856, станица Грачевская Енотаевского уезда Астраханской губернии — 29 сентября 1919, Саратов) — последний атаман Астраханского казачьего войска, последний астраханский губернатор, генерал-майор.

## Биография

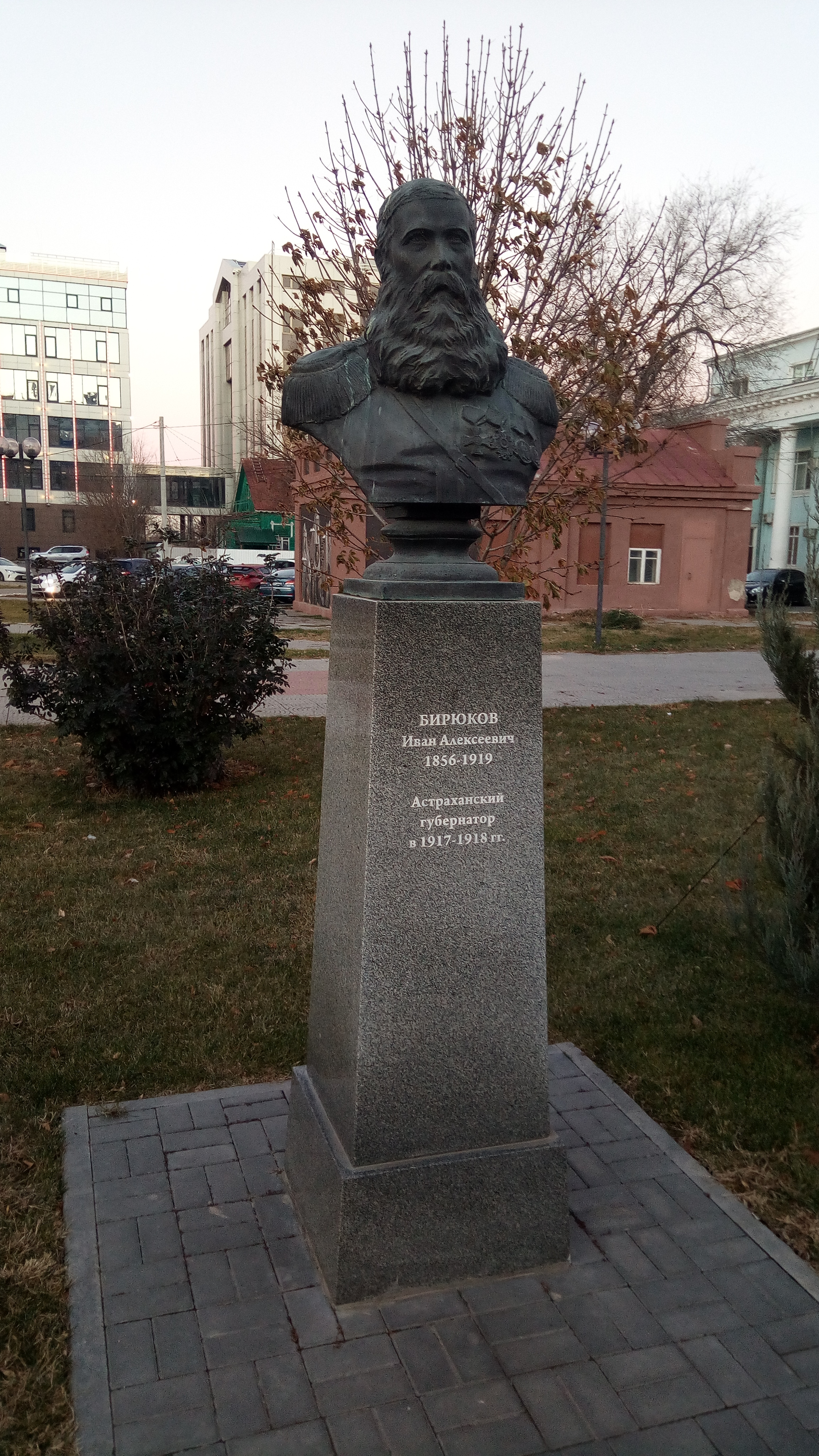
Бюст И. А. Бирюкова в Астрахани

Начальное образование получил в Грачевском станичном училище, затем работал учителем в родной станице.
В 1879 году поступил на службу казаком в 2-й Астраханский казачий полк. В том же году поступил в Новочеркасское казачье юнкерское училище, которое окончил в 1882 году.
В 1886 году в чине сотника был командирован в казачью команду при Офицерской стрелковой школе, которую он закончил в 1887 году.
В 1888 году был назначен членом полкового суда и правителем войсковой канцелярии Астраханского казачьего войска.
В 1890 году работал в комиссии по пересмотру проекта Положения об общественном управлении казачьих войск.
В 1901 году был избран в Астраханскую городскую думу. Написал и опубликовал «Историю Астраханского Казачьего Войска».
В 1905 году был назначен командиром 2-го Астраханского казачьего полка.
В 1906 году был назначен старшим членом войскового правления Астраханского казачьего войска.
В 1908 году был назначен командиром 1-го Астраханского казачьего полка.
23 сентября 1912 года был произведён в генерал-майоры и по возрастному цензу уволен от службы с мундиром и пенсией. Впоследствии вновь был избран в Астраханскую городскую думу, в 1913 году стал членом городской управы.
После Февральской революции в марте 1917 года был избран временным астраханским гражданским губернатором, 3 октября 1917 года был избран атаманом Астраханского казачьего войска.
В январе 1918 года возглавил антибольшевистское вооружённое выступление казаков в Астрахани. После его поражения вместе со своими сыновьями прибыл в станицу Замьяновскую, где предложил созвать войсковой круг и принять решение «как нам поступить дальше». Однако местные казаки решили задержать всех офицеров во главе с атаманом и послать делегатов к большевикам. 1 февраля 1918 года Бирюков нанял верблюдов и бежал, но погоня настигла беглецов на следующий же день, их отправили в Астрахань, где поместили на гауптвахте в Астраханском кремле. После допросов и избиений их перевели в городскую тюрьму.
Астраханский революционный трибунал за «контрреволюционное выступление против Советской власти» приговорил Бирюкова к 25 годам заключения. Но казаки его родной Грачевской станицы ходатайствовали о его амнистии с предложением взять его на поруки. В результате срок его заключения был снижен до 2,5 лет.
29 сентября 1919 года после взрыва в Леонтьевском переулке Бирюков был расстрелян в Саратове в числе 28 заложников по решению Саратовской ГубЧК. Был реабилитирован в 1993 году.